# Torpsbruk
Torpsbruk, tidligere Pukaström, er et byområde i Alvesta kommun i Kronobergs län i Sverige.

## Historie
Torpsbruk blev anlagt ved Pukaån i 1862 som en industriby med højovn. Grundlæggeren af mineselskabet Gustafsberg var Johannes Ericsson i Lycke og nogle andre byboer. Malmen var dog af lav kvalitet, hvorfor et støberi og et mekanisk værksted blev anlagt som supplement. I løbet af de første år blev der blandt andet produceret komfurer, strygejern, plove og vaffeljern. I slutningen af 1870'erne påbegyndtes produktionen af lokomobiler og tærskeværker, fra 1875 organiseret som Torps Mekaniska Verkstads AB. Den patenterede lokomobil "Fenix" blev fremgangsrig. Firmaet blev Sveriges næststørste producent af lokomobiler og en af de fire største tærskeværksfabrikanter. Mellem 1910 og 1940'erne blev der produceret glødehovedmotorer til brug med petroleum og råolie af mærket "Ideal".
Værkstedet blev senere opkøbt af Stal-Laval og nedlagt. Værkstedslokalerne blev købt af Torsten Ullman AB, som i 1961 flyttede hele sin produktion til Moheda. Firmaet blev i 1967 købt af Finnveden AB. Nogle kulturhistorisk interessante bygninger såsom en industriherregård og en møllebygning findes stadigvæk.
Den 26. januar 2018 styrtede højovnen sammen.

## Erhvervsliv
Virksomhederne i Torpsbruk tæller blandt andet sengefabrikanten Vitanda Sängar, mediefirmaet Golem Film, køkkenfabrikanten Moheda Kök samt Torpatoffeln. Sidstnævnte firma blev grundlagt i 1973 og er en af Sveriges største tøffelproducenter.

## Foreninger
Torpsbruks Samhällsförening er en partipolitisk og religiøst uafhængig ideel forening. Foreningens formål er at iværksætte og samordne aktiviteter med det formål at fremme bysamfundets udvikling og indbyggernes trivsel.
Foreningen blev etableret den 8. juli 1953 under navnet Torpsbruks Fastighetsägareförening. Ved et bestyrelsesmøde den 11. december 1974 blev det besluttet at foreningen skulle omdannes og skifte navn til Torpsbruks Samhällsförening for at omfatte hele bysamfundet og ikke kun boligejerne.
Da IFK Torpsbruk nedlagde deres virksomhed, overtog Torpsbruks Samhällsförening fra 2010 fodboldplænen og klubhuset. Foreningen samarbejdede med SVT da man lavede en dokumentar om Torpsbruk som blev sendt den 17. august 1976. Et af foreningens større projekter var i 2009 at bygge et fibernet i eget regi for at holde omkostningerne nede og for at bysamfundet skulle få adgang til hurtigt internet. Nogle af de årlige aktiviteter som foreningen gennemfører er blandt andet juletræ og juletræsdans, majbål med fyrværkeri, pubaften samt den fælles forårsrengøring, som er en gammel tradition.

## Idræt
I årene 1952 til 2007 var fodboldholdet IFK Torpsbruk, som for det meste befandt sig i 6. division, aktivt og spillede på Torpsbruks IP.
Tennisspilleren Mats Wilander kommer fra byen.

## Torpsbruk i litteraturen
Forfatteren Margareta Strömstedt flyttede til Torpsbruk som barn i 1942, og hvordan bysamfundet så ud på det tidspunkt skildres i bogen Majken flyttar till Paradiset.